# Tocco
El Tocco foren una família noble italiana de Benevent que va assolir prominència a finals dels segles XIV i XV, quan governaven diversos territoris a la Grècia occidental com a comtes palatins de Cefalònia i Zacint i dèspotes de l'Epir . Durant el seu breu període de govern a Grècia, van ser una de les dinasties llatines més ambicioses i capaces de la regió, i van ser una de les poques que van deixar descendents que van durar gairebé fins a l'època moderna, en què afirmaven representar els hereus matrilineals superiors de la dinastia Paleòleg.
Els Tocchi es van originar a Benevento, al Regne de Sicília . Algunes genealogies històriques del Renaixement deriven el seu cognom dels Tauci, una tribu gòtica testimoniada en l'època del rei ostrogot Tòtila (r. 541–552)  Aquesta connexió es va fer observant la similitud dels noms Tocci (la forma llatina de Tocchi ), Tauci i Totila . Algunes genealogies de principis de l'època moderna van arribar a afirmar que era descendent d'un dels predecessors de Tòtila, el més gran dels reis ostrogots, Teodoric el Gran ( r. 475/493–526). A principis de l'edat moderna, les genealogies dels Tocco solien emfatitzar la connexió de la família amb la reialesa grega en lloc dels senyors de la guerra germànics. Es van emfatitzar les relacions legítimes de la família amb les dinasties Paleòleg i Comnè de l'Imperi Bizantí, formades mentre la família governava l'Epir al segle XV, i es van establir algunes connexions antigues, com ara la suposada descendència de Pirros, antic rei de l'Epir ( r. 306–302 aC, 297–272 aC), es van inventar.
Els principals membres de la família foren:
- Lleonard I Tocco 1358-1381
- Carles Tocco 1381-1429
- Lleonard II Tocco (germà) associat 1414 (senyor de Zante)
- Carles II Tocco 1429-1448 (fill de Lleonard II i fill adoptiu de Carles I)
- Raimondina Ventimiglia, regent 1448-1460
- Lleonard III Tocco 1460-1479
- Francesca Marzano d'Aragona 1479-1480 (de facto)
- Ocupació turca de Cefalònia 1480-1482
- Leonardo III Tocco 1482-1500 (mort el 1503) (tributari de Turquia, absent)
- Francesca Marzano d'Aragona 1482-1500 (de facto)
- Carles III Tocco, aspirant 1503
- Lleonard IV Tocco, aspirant 1518